# Таррент (Алабама)
Таррент (англ. Tarrant) — місто (англ. city) в США, в окрузі Джефферсон штату Алабама. Населення — 6124 особи (2020).

## Географія
Таррент розташований за координатами 33°35′43″ пн. ш. 86°45′59″ зх. д. / 33.59528° пн. ш. 86.76639° зх. д. (33.595267, -86.766253). За даними Бюро перепису населення США в 2010 році місто мало площу 16,55 км², з яких 16,46 км² — суходіл та 0,08 км² — водойми.

## Демографія
Згідно з переписом 2010 року, у місті мешкало 6397 осіб у 2307 домогосподарствах у складі 1520 родин. Густота населення становила 387 осіб/км². Було 2804 помешкання (169/км²).
Расовий склад населення:
| - 52,3 % — чорних або афроамериканців - 39,0 % — білих - 0,8 % — вихідців з тихоокеанських островів - 0,8 % — корінних американців - 0,3 % — азіатів - 5,3 % — осіб інших рас |

До двох чи більше рас належало 1,5 %. Частка іспаномовних становила 9,0 % від усіх жителів.
За віковим діапазоном населення розподілялося таким чином: 28,5 % — особи молодші 18 років, 58,3 % — особи у віці 18—64 років, 13,2 % — особи у віці 65 років та старші. Медіана віку мешканця становила 34,1 року. На 100 осіб жіночої статі у місті припадало 84,0 чоловіків; на 100 жінок у віці від 18 років та старших — 80,0 чоловіків також старших 18 років.
Середній дохід на одне домашнє господарство становив 36 236 доларів США (медіана — 25 653), а середній дохід на одну сім'ю — 42 382 долари (медіана — 31 905). Медіана доходів становила 31 864 долари для чоловіків та 25 660 доларів для жінок. За межею бідності перебувало 31,8 % осіб, у тому числі 54,6 % дітей у віці до 18 років та 10,4 % осіб у віці 65 років та старших.
Цивільне працевлаштоване населення становило 2349 осіб. Основні галузі зайнятості: освіта, охорона здоров'я та соціальна допомога — 23,3 %, мистецтво, розваги та відпочинок — 13,7 %, виробництво — 11,2 %, роздрібна торгівля — 10,2 %.